# Раунд Хил Вилиџ (Невада)
Раунд Хил Вилиџ (енгл. Round Hill Village) насељено је место без административног статуса у америчкој савезној држави Невада.

## Демографија
По попису из 2010. године број становника је 759.
| Група             | 2000.    | 2010.       |
| Белци             | 0 (0,0%) | 650 (85,6%) |
| Афроамериканци    | 0 (0,0%) | 0 (0,0%)    |
| Азијати           | 0 (0,0%) | 31 (4,1%)   |
| Хиспаноамериканци | 0 (0,0%) | 58 (7,6%)   |
| Укупно            | 0        | 759         |